# Dream Zone
Dream Zone è un videogioco d'avventura del 1987 sviluppato da JAM Software e pubblicato da Baudville per Apple IIGS. Convertito per Amiga e Atari ST, il gioco ha venduto oltre 100 000 copie.